# George Jonson
George Jonson ist ein US-amerikanischer Schauspieler, der seit 2004 in unregelmäßigen Abständen in Spielfilmen und Fernsehserien in Erscheinung tritt. Seit 2020 übernimmt er zusätzlich Funktionen in der Filmproduktion.

## Leben
Jonson debütierte 2004 in dem Kurzfilm Home, der auf dem Independent Filmmaker Project uraufgeführt wurde. 2006 übernahm er im Erotikfilm Boy Culture – Sex Pays. Love costs die Rolle des Blondie. Nach mehrjähriger Pause folgte 2012 mit Cherry Waves eine weitere Beteiligung Jonsons in einem Kurzfilm. Dieser feierte seine Premiere am 21. Juni 2012 auf dem HBO Short Film Showcase. 2013 folgten Episodenrollen in den Fernsehserien Justified und Masters of Sex. Im Folgejahr übernahm er eine Nebenrolle im Spielfilm Atlas Shrugged: Part III. 2015 folgte eine Episodenrolle in CSI: Vegas, 2016 eine Episodenrolle in Westworld. 2020 übernahm er in dem Spielfilm Lemonheads neben einer Nebenrolle auch Arbeiten in der Filmproduktion.

## Filmografie

### Schauspiel
- 2004: Home (Kurzfilm)
- 2006: Boy Culture – Sex Pays. Love costs (Boy Culture)
- 2012: Cherry Waves (Kurzfilm)
- 2013: Justified (Fernsehserie, Episode 4x02)
- 2013: Masters of Sex (Fernsehserie, Episode 1x12)
- 2014: Atlas Shrugged: Part III
- 2015: CSI: Vegas (CSI: Crime Scene Investigation) (Fernsehserie, Episode 15x14)
- 2016: Westworld (Fernsehserie, Episode 1x04)
- 2020: Lemonheads

### Produktion
- 2020: Lemonheads